# Denny Morrison
Denny Morrison (* 8. září 1985 Chetwynd, Britská Kolumbie) je kanadský rychlobruslař.
V roce 2003 se poprvé představil na Mistrovství světa juniorů (10. místo ve víceboji, 4. místo ve stíhacím závodě družstev), v následujících dvou letech skončil ve víceboji shodně čtvrtý a v závodech družstev získal stříbrné medaile. Na podzim 2004 poprvé startoval ve Světovém poháru, v sezóně 2005/2006 pomohl kanadskému týmu celkově triumfovat v pohárových závodech družstev, což zopakoval i v ročníku 2008/2009. Jako člen kanadského družstva si ze Zimních olympijských her 2006 přivezl stříbrnou medaili, v individuálních závodech byl jedenáctý (1500 m) a devatenáctý (1000 m). Na následujícím Mistrovství světa ve víceboji se umístil na páté příčce. Prvních medailí z individuálních závodů se dočkal na světovém šampionátu 2007, kde vybojoval stříbro z kilometrové distance a bronz z patnáctistovky, navíc i stříbro ze závodu družstev. Také v následujících letech získával ze závodů na 1000 m a 1500 m medaile, trať 1500 m vyhrál na MS 2008 a MS 2012. Od roku 2007 startuje rovněž na světovém sprinterském šampionátu, kde je jeho nejlepším výsledkem pátá příčka z roku 2009. Na zimní olympiádě 2010 si s kanadským týmem dobruslil pro zlatou medaili v závodě družstev, v individuálních startech byl nejlépe devátý na 1500 m (dále třináctý na 1000 m a osmnáctý na 5000 m). První individuální olympijskou medaili, stříbrnou, vybojoval v závodě na 1000 m na ZOH 2014, na patnáctistovce poté přidal bronz. V závěrečném olympijském stíhacím závodě družstev skončil s kanadským týmem čtvrtý. V sezóně 2014/2015 získal prvenství v hodnocení Světového poháru na tratích 1500 m. Zúčastnil se také Zimních olympijských her 2018, kde v závodě na 1500 m skončil na 13. místě a ve stíhacím závodě družstev byl sedmý.